# Recoil-Gletscher
Der Recoil-Gletscher ist ein Gletscher im ostantarktischen Viktorialand. Er fließt in der Deep Freeze Range südlich des Mount Pollock zum Campbell-Gletscher.
Die Nordgruppe der New Zealand Geological Survey Antarctic Expedition (1962–1963) benannte ihn nach dem Umstand, dass sie „empört zurückschreckte“ (englisch “recoiled in disgust”) vor der Situation, im Gebiet des Gletschers kaum geologisch interessantes Material vorzufinden.